# Горст Вольтер
Горст Вольтер (нім. Horst Wolter, нар. 8 червня 1942, Берлін) — німецький футболіст, що грав на позиції воротаря за клуби «Айнтрахт» (Брауншвейг) та «Герта», а також національну збірну Німеччини.
Чемпіон Німеччини. 

## Клубна кар'єра
У дорослому футболі дебютував 1963 року виступами за команду клубу «Айнтрахт» (Брауншвейг), в якій провів дев'ять сезонів, взявши участь у 195 матчах чемпіонату. Більшість часу, проведеного у складі «Айнтрахта» (Брауншвейг), був основним голкіпером команди. У сезоні 1966/67 виборов перший і наразі єдиний в історії клубу титул чемпіона Німеччини.
1972 року перейшов до берлінської «Герти», за яку відіграв ще п'ять сезонів. Завершив професійну кар'єру футболіста виступами за «Герту» в 1977 році.

## Виступи за збірну
1967 року дебютував в офіційних матчах у складі національної збірної Німеччини. Протягом кар'єри у національній команді, яка тривала 4 роки, провів у формі головної команди країни 13 матчів.
У складі збірної був учасником чемпіонату світу 1970 року у Мексиці, на якому команда здобула бронзові нагороди, а сам Вольтер був дублером Зеппа Маєра і вийшов на поле лише у грі за третє місце, в якій німці мінімально 1:0 здолали уругваців.

## Титули і досягнення
- Чемпіон Німеччини (1):

«Айнтрахт» (Брауншвейг): 1966-1967
- Бронзовий призер чемпіонату світу: 1970